# Kapela Kalnička
Kapela Kalnička es una localidad de Croacia situada en el municipio de Ljubešćica, en el condado de Varaždin. Según el censo de 2021, tiene una población de 217 habitantes.

## Demografía
| Gráfica de población de Kapela Kalnička 1857-2011                   |
|                                                                     |
| Según los censos de población de la Oficina de Estadísticas Croata. |